# Claire Parker
Claire Parker, née le 31 août 1906 à Brooklyn et morte le 3 octobre 1981 à Villejuif, est une ingénieure et créatrice de films d'animation américaine.

## Biographie
Diplômée du MIT, sa contribution la plus connue de l'histoire du cinéma est l'écran d'épingles (Pinscreen), une grille verticale de 240 000 tiges coulissantes en métal qui sont d'abord positionnées manuellement pour créer des zones ombragées et éclairées, puis filmé image par image. Bien qu'actionnée manuellement, l'écran d'épingles partage des caractéristiques superficielles avec les premiers dispositifs optiques comme le zootrope. Il s'en distingue en étant l'un des premiers appareils à produire de l'animation par la reconfiguration des séries d'éléments d'une image, plus tard appelés pixels. Sa résolution est suffisante pour créer des images photoréalistes, un travail de procédé analogue au pixel art moderne.
Claire Parker partageait les crédits pour ses films produits avec son mari et collaborateur, l'animateur russe Alexandre Alexeieff toutefois, le dépôt de brevet de 1935 sur l'écran d'épingles a été fait en son nom seul. Les films réalisés par Claire Parker et Alexandre Alexeieff à l'aide de ce dispositif sont notamment Une nuit sur le mont Chauve (1933) et Le Nez (1963), ainsi que la séquence d'ouverture du film Le Procès (1962) de Orson Welles. En 2012, le dernier écran d'épingles connu et encore utilisé dans l'animation est à l' office National du Film du Canada.